# Josef Váchal
Josef Váchal (23. září 1884 Milavče – 10. května 1969 Studeňany u Jičína) byl český malíř, grafik, ilustrátor, sochař, řezbář a také spisovatel a básník. Jeho tvorba byla ovlivněna expresionismem a prvky symbolismu, naturalismu a secese, pokoušel se však o vlastní stylově nevyhraněné umělecké vyjádření.
Hlavní část jeho díla spadá do období první republiky, naopak za komunistického režimu měl existenční problémy. Mezi nejznámější díla patří kniha Krvavý román nebo ilustrace k Demlovu Hradu smrti. Během svého života nebyl doceněn, jistého uznání se mu dostalo až titulem zasloužilý umělec v roce 1969.

## Životopis

### Mládí
Narodil se jako nemanželské dítě, jeho otcem byl Josef Šimon Aleš-Lyžec, bratranec Mikoláše Alše, a matkou Anna Váchalová (5. 1. 1862 – 18. 3. 1939). Josef Aleš nevykonal učitelské zkoušky a živil se jako podučitel a zatímní učitel. Annu Váchalovou si nikdy nevzal, i když spolu v Praze krátkou dobu žili.
Statek Váchalových v Milavčích byl záhy exekučně prodán, matka Anna nastoupila do služby v Praze. Malého Josefa se na dva roky ujali babička a strýc (strojvůdce Jakub Váchal, 1857–1934), kteří žili ve Velvarech.
Po dvou letech prožitých ve Velvarech se jej ujali otcovi prarodiče, Jan a Jana Alšovi, kteří žili v Písku. Zde vyrůstal a odnesl si odtud mnoho zážitků, které formovaly jeho budoucí pohled na svět. Ze svého dětství si odnesl záporný vztah k městskému prostředí a naopak kladný vztah ke zvířatům (zejména psům) a přírodě. V následujících letech navštěvoval školu, prospíval zde dobře, gymnázium však nedokončil. Začal číst knihy a posléze si sepisoval jejich seznam, což činil ve svém životě ještě mnohokrát.
S matkou se znovu setkal až v roce 1891 a později se s ní stýkal. Ta se mezitím v Praze provdala za obuvníka Karla Hlaváčka. Ten byl až do své smrti (1906) překážkou v jeho komunikaci s matkou.

### Vyučení a umělecké školy
V roce 1898 se odstěhoval do Prahy, kde ho otec dal do čtyřletého učení k renomovanému knihaři Jindřichu Waitzmannovi (jeho manželka pocházela z Mirotic, odkud pocházel i rod Alšů). Zároveň s tím navštěvoval Josef Váchal ještě „průmyslovou školu pokračovací“. Vykonával řadu pomocných prací pro přivýdělek. V roce 1902 se vyučil knihvazačem.
V roce 1904 chtěl uniknout z Prahy, dva měsíce pracoval jako knihařský dělník v Bělé pod Bezdězem. Zažíval noční úzkostné stavy, tvořil si kresebný deník, pokoušel se malovat olejem. Po opětovném návratu do Prahy se rozhodl pro uměleckou dráhu a na doporučení Mikoláše Alše byl přijat do krajinářské školy Aloise Kalvody. S touto školou vystavoval v červnu 1905 na Král. Vinohradech. Přivydělával si kresbou pohlednic, příležitostně vázal knihy.
Od podzimu 1905 do jara 1906 navštěvoval malířskou školu Rudolfa Béma, zaměřenou na figurální umění. Od konce roku 1907 navštěvoval po dobu čtyř měsíců ateliér Antonína Herverta, u kterého se učil leptům. Dál již byl ve svém uměleckém vývoji samoukem.
Od roku 1906, kdy si s přáteli najal první ateliér, se snažil živit jako umělec. V roce 1910 spoluzaložil skupinu Sursum. Později se podílel i na vzniku revue Veraikon. Na počátku 20. století byl v úzkém kontaktu s představiteli katolické moderny, následně však křesťanskou víru zavrhl a začal se inspirovat okultismem. Spolu s tím odmítl taktéž humanistické ideje.

### Manželství a první světová válka

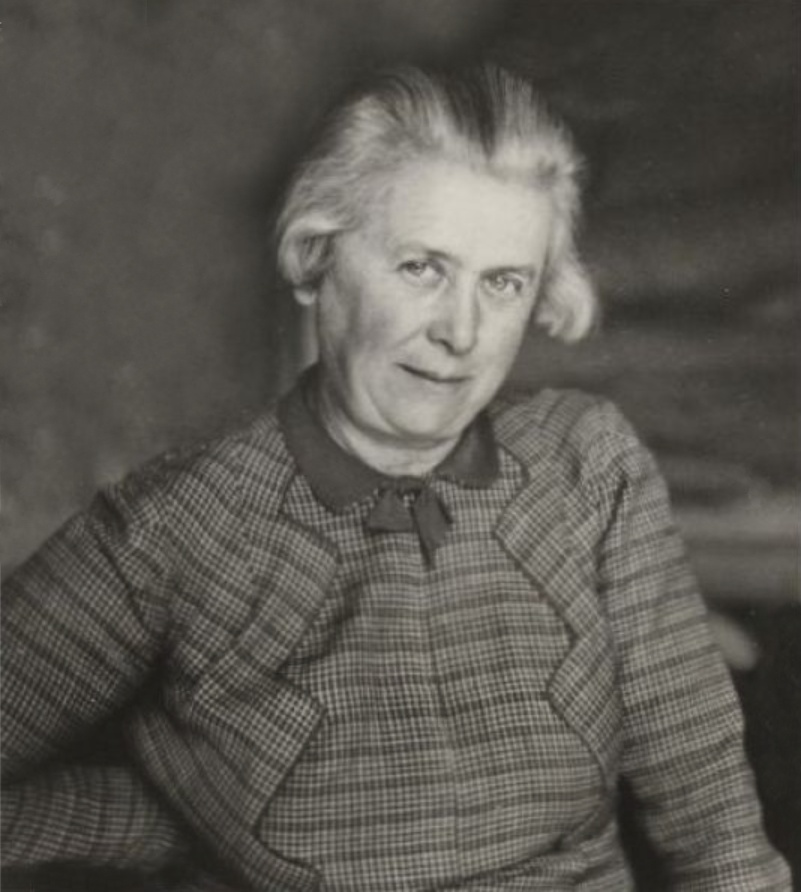
Váchalova životní družka Anna Macková

Dne 31. března 1913 se v Praze oženil s Marií Pešulovou (2. prosince 1887 – 24. prosince 1922).
V roce 1916 byl mobilizován, jeho aktivní účast na bojištích první světové války (rakousko-italská horská fronta) silně zasáhla do jeho následné tvorby. Prošel celkem sedmi z dvanácti krvavých bitev na řece Soči. Váchal sloužil v blízkosti první linie jako nosič munice a proviantu. V květnu 1917 byl zasažen střepinou z granátu do nohy a následně odeslán na léčení do vojenské nemocnice v Soči, kde se léčil se zánětem v noze a následnou nervovou slabostí. Zde vyzdobil místí kostel svatého Josefa vlastními malbami. Ještě před koncem první světové války, zkraje roku 1918, se mu podařilo dostat se domů na krátkou dovolenou a při té příležitosti vystavit svá válečná díla. V letech 1918–1919 se stal přechodně členem sociálně-demokratické strany.
Manželka Marie zemřela na Štědrý den roku 1922 na tuberkulózu, v pětatřiceti letech. Manželství bylo bezdětné. Po její smrti se Váchalovou životní družkou stala výtvarnice Anna Macková, se kterou se stýkal již od roku 1920 a s níž žil od manželčiny smrti do konce života. Od roku 1934 stále častěji pobýval na jejím statku ve Studeňanech a v roce 1939 se tam natrvalo odstěhoval.
V první polovině 30. let 20. století se angažoval v ateistickém sdružení Volná myšlenka, ale po několika letech se s tímto směrem rozešel a znovu se přiblížil k teosofické a křesťanské spiritualitě.

### Období německé okupace
Byl nespokojen s poměry v první republice a za protektorátu se přiklonil k německým idejím, od kterých očekával zavedení pořádku.

### Poslední léta
Po nástupu komunistického režimu se postupně dostával do kulturní i společenské izolace a jeho dílo se na veřejnosti téměř neobjevovalo. Dožíval v zapomnění (na rodinném statku družky, malířky a grafičky Anny Mackové ve Studeňanech). Po znárodnění statku a zřízení traktorové stanice byl vystěhován do nepohodlných hospodářských místností a Váchal přežíval v nedostatku, závislý na darech mecenášů a náhodných příjmech. V 60. letech 20. století začal narůstat zájem o jeho dílo, byly mu pořádány výstavy a obdržel titul zasloužilý umělec.
Zemřel dne 10. května 1969, pouhých šest dní po smrti Anny Mackové a pět dní po udělení titulu zasloužilý umělec. Je pochován na hřbitově v Radimi.

## Posmrtné znovuobjevení
Rozsah a význam jeho díla mohl být pro veřejnost znovuobjeven a doceněn až po roce 1989. Roku 1993 nakladatelství Paseka, kterému dal jméno, otevřelo v Litomyšli muzeum Josefa Váchala Portmoneum, umístěné v domku Váchalova přítele Josefa Portmana. Interiér domku si nechal Portman ve 20. letech vyzdobit právě od něj.

## Dílo

### Typografie
Po roce 1926 si do olova vyryl devět abeced gotizujícího písma, kterými tiskl své bibliofilie. Pro výjimečnost a exkluzivitu těchto písem zůstávají Váchalovy návrhy spíše fascinujícím dokumentem doby a tvůrce.

### Ex libris
Tvorba ex libris provázela jeho uměleckou činnost celý život. Byla významným doplňkem skromných umělcových příjmů a možností společenského styku se sběrateli zejména v době jeho pobytu ve Slatiňanech.

### Knihy a cykly kreseb
Pro Váchalovo dílo je typické, že jeho knihy jsou autorské (je autorem textu, ilustrací, sám je tiskl a vázal). Tištěny jsou v malých nákladech (1–50 exemplářů). Takto vzniklé knihy Krvavý román, Šumava umírající a romantická a Receptář barevného dřevotisku se zařadily mezi nejvýznamnější díla české grafiky 20. století.
- Krásno ve věrném zobrazení přýrodnim, tak jak ho z vlastní zkušenosti poznal Josef Váchal l.p. 1900 (rukopis, 1900)
- Básně (rukopis, 1900)
- Sbírka mazanic a básní Jana Schmída a Josefa Váchala (cyklus kreseb a textů, 1900)
- Hodnodle nadšená (vlastní časopis, 1901)
- Dekadent geniální (vlastní časopis, 1901)
- Náčrtník (cyklus kreseb, 1902)
- O Umnělcích (rukopis, 1902)
- Básně z dlouhé chvíle (ilustrovaný rukopis, 1903)
- Pláň astrální – Spiritistická sedánka (cyklus kreseb, 1904–1906)
- Pláň elementální – Pláň vášní a pudů (cyklus kreseb, 1904–1907)
- Požehnání Satanovo, Hledání boha (kresby, 1905)
- Komedie života, Bouře nad Škarmenem, Milenci, Milavečské topoly (oleje, 1906)
- Milavče, Ráno a večer (kresby, 1906)
- V životě bída a hrůza (cyklus 31 kreseb, 1906)
- Postava na kraji lesa (dřevořez, 1906)
- Incubus, Kobka života a mystiky, Hydromantie, Kult Belfebora (oleje, 1907)
- Chorobná duše, Kulty, Astrální pohádky, Píseň Asura, Astartina mše, Čarovné prsty, Imaginární portrét Odilona Redona, Svědomí neklidné, Kristus a Budha (kresby, 1907)
- Palič, Píseň gotiky, Ženy, Chodba, Probe, Vidění (Text), Les a postavy, Seance (lepty, 1907)
- Křest Páně v Jordáně, Elf, Chlapec pod stromem, Šílenství, Černá magie (dřevořezy, 1907)
- Hlava media, Zaklínání, Kult Ahrimana -lze najít ve stalé expozici galerie Liberec, Štěstí náhody, Sabath, Chrám Panny Marie, Svatyně, Inspirace, Pustý dům (oleje, 1908)
- Media v transu, Těhotné ženy, Souchotinářka, Kabalik evokující, Seance, Prostituce, Stezka hrůzy (kresby, 1908)
- Astartina mše, Černá magie, Kouzla, Mystická zahrada, Mystik v přírodě, Druidové, Vise (Svědomí), Karty leptané (lepty, 1908)
- Pokušení, Přízraky (lepty, 1908)
- Bůh Pan, Vzývači ďábla, Pokušení, Pohřeb v katedrále, Útok Hamtgranuty (malba olejem, 1909)
- Magie (dřevoryt, 1909)
- Vidění sedmera dnů a planet (kniha dřevorytů, 1909–1910). Nakladatelství Paseka, 1998. ISBN 80-7185-198-1.
- Přepěkné čtenj o gasnowidném Wawřincovi, kterak skrze zlého ďábla záhubu na dussii wzal a sspatného konce dossel (kniha dřevorytů, 1910, reprint 1991, Lege Artis)
- Putování malého elfa (cyklus dřevorytů, doplněný básní J. Šimánka, 1911, reprint 1995, Lege Artis)
- Z rituálu toledských haeretiků listy některé, o příchodu Páně jednající (cyklus dřevorytů, 1911)
- Cyklus dřevorytů chvalozpěvem velmi pěkným provázený k chvále geniálních lékařů a ranhojičů (1912)
- Sedmero hlavních hříchů (cyklus dřevorytů,1912)
- Vykládací mystické karty (cyklus dřevorytů, 1912-1920, reprint 1995, Paseka)
- Opata Longina z Tarasconu veyklad krátký o figuře prawé kozla staženého (1912, reprint 1991, Lege Artis)
- Píseň strašlivá o bezpříkladném mravů zplundrování (neprodejná novoročenka (1913)
- Nový pekelný žaltář aneb Diwowé ďábelští (cyklus dřevorytů, 1913). Nakladatelství Volvox Globator, 1992. ISBN 80-900906-8-0.
- Bellum (cyklus dřevorytů, 1913)
- Mystikové a vizionáři (cyklus dřevorytů, 1913)
- Vigilie o hodině hrůzy, blahořečení a modlitba za psa (1914)
- Grotesky (cyklus dřevorytů, 1914)
- Odchod člověka (kniha lino a dřevorytů, 1914)
- Meditace o životě /Svět jednotlivcův/ (cyklus dřevorytů, 1915)
- Karneval českého dřevorytu (cyklus dřevorytů, 1919)
- Fronta (cyklus dřevorytů, 1919)
- Mnich a strašidla – Dřevorytecký trik (cyklus dřevorytů, 1919)
- Rudé periferie (cyklus dřevorytů, 1919)
- Sen o zemi (cyklus dřevorytů, 1919)
- Nové dřevoryty (cyklus dřevorytů, 1919)
- Mystika čichu (1920). Nakladatelství Paseka, 1999.
- Dokonalá magie budoucnosti (1922)
- Erotikové (cyklus kreseb, 1922). Nakladatelství Paseka, 2001. ISBN 80-7185-388-7
- Josefa Váchala Nový kalendář tolerancý na rok 1923 aneb Rokodník, ve kterém na každý den nějaký bludař neb jiná pozoruhodná a znamenitá osoba a svátek vynajíti se může (1922). Nakladatelství Trigon, 1993. ISBN 80-85320-01-0
- Dojemná píseň o jednom poustewníkowi, ze života jeho vytažená a nově na světlo vydaná (1923)
- Ďáblova zahrádka aneb přírodopis strašidel, to jest: neobyčejná cesta mezi ďáblovými dětmi, přízraky a bytostmi přírodními, zjevujícími se často hříšnému člověku, duchovní Brehm, k rozpoznávání všelikých potvor zemských i vodních, ohně i v povětří, též jinoplanetních, proti nim slabých stran jejich ukazatel, spolu s bezpečnou ochranou co příkladný štít křesťanských duší sloužící, k věčnému proti nim bojování, je odhalující a zprávu nám o nich podávající, dle knihy z archivu samotného pekla pod názvem Historia naturae de spectris skrze M. Josefa Váchala, dřevorytce, sestavená a četnými tabulemi a obrazy, tvářnost těchto příznaků a demonů ukazujícími, opatřená (1924). Nakladatelství Paseka, 1992. ISBN 80-85192-32-2
- Krvavý román (1924). Nakladatelství Paseka, 1990. ISBN 80-85192-00-4
- Korčulské epos (cyklus 88 kreseb, 1924)
- Faust (cyklus 127 kreseb, 1924)
- Zpěv příkladný o Vilímovi a Běle pro mládence a panny (kramářská píseň, 1926)
- Koruna bludařstva to jest Postyla kacířská (1926)
- Vysoce užitečná a mravní knížka aneb Kuriositník, k potěše jednoho šéfredaktora a k zármutku četných bibliofilů v jediném výtisku vydaná (1926)
- Koruna bludařstva to jest Postyla kacířská (1926)
- Váchalova ročenka na rok 1927 přátelům a známým (1926)
- Corcyra nigra – Mor v Korčule (1927)
- Vademecum v erotiky soustech o luze a buržoustech aneb o Krásu zájem, o Lásku, u rozmanitých mamlásků (1928)
- Čarodějnická kuchyně (1928)
- Malíř na frontě. Soča a Italie 1917–18 (1929). Nakladatelství Paseka, 1996. ISBN 80-7185-060-8
- Deset příběhů o psech (cyklus dřevorytů, 1930)
- Cesta Slovenskem s A. Calmetem Ord. S.B. aneb Theorie wampyrismu (1930)
- Šumava umírající a romantická (cyklus dřevorytů, 1931). Nakladatelství Paseka, 2008. ISBN 978-80-7185-900-0
- Anděl strážný (zveršováno podle pohádky Boženy Němcové, 1931)
- Prášilská papírna (text k dřevorytům A. Mackové, 1931)
- Orbis pictus aneb Doplňky k Jana Amosa Komenského Světu v obrazích (1932)
- Církev a bludaři (1932, vydáno 1992 pod názvem Církev a blouznivci: historie sektářství a bludařství)
- Christian Heinrich Spiess (1933)
- Prostředníci (1933)
- Receptář barevného dřevotisku (kniha dřevorytů, společně s Annou Mackovou, 1934)
- Nejnovější Legatio mortuorum ad vivos aneb Hroznobraní z národa role viničné sloučeno s Autodafé liter, to jest Josefa Váchala, dřevorytce, předposlední knížka + Prasata pod nůž (In Namen Satans!) čili Kolofon k předcházejícím dvěma knihám: Autodafé a Legatio, nedokončeným a pouze v pěti exempl. vytištěným (1936)
- Smutná píseň o strašlivé patálii (1936)
- Váchalův Havran dle světoznámého vzoru přejinačený, do českého převedený a značně rozšířený a zmodernisovaný, s vtipně na nové brdo upraveným nevermor (1937)
- Kázání proti hříchu spěšnosti (1939)
- Ďáblova odstředivka aneb Uvedení do mysteria kněhoznaček (1941)
- Ruce (cyklus 13 barevných dřevorytů k veršům Otokara Březiny, 1943)
- Písně o posledních věcech člověka (dřevoryty k barokním básnickým textům, 1944)
- E. A. Poe v dřevorytu (patnáct grafických listů na náměty slavných povídek, 1946)
- Veršování o mocném kouzlu grafiky aneb Muzikant a malíř, t. j. záhuba rodu Vršovců (1947)
- O druhém břehu (cyklus dřevorytů, 1948)

## Výstavy (výběr)
- 9. 12. 1994 – 19. 2. 1995: Josef Váchal, Galerie Rudolfinum
- 1995 Písmo ve výtvarném umění, Malá galerie Na hradbách - Arton, Regionální muzeum Kolín
- 2010 Josef Váchal – Ve víru temnot, Galerie Moderna, Praha 1
- 2014 Josef Váchal – Mystik neukázněný, Městská galerie Litomyšl – Dům u Rytířů, Litomyšl (kurátor: Roman Vosička)[13]
- 2014 Josef Váchal: Magie hledání, Galerie hlavního města Prahy – Dům U Kamenného zvonu, Praha 1 (kurátorka: Marie Rakušanová)[14]

## Galerie

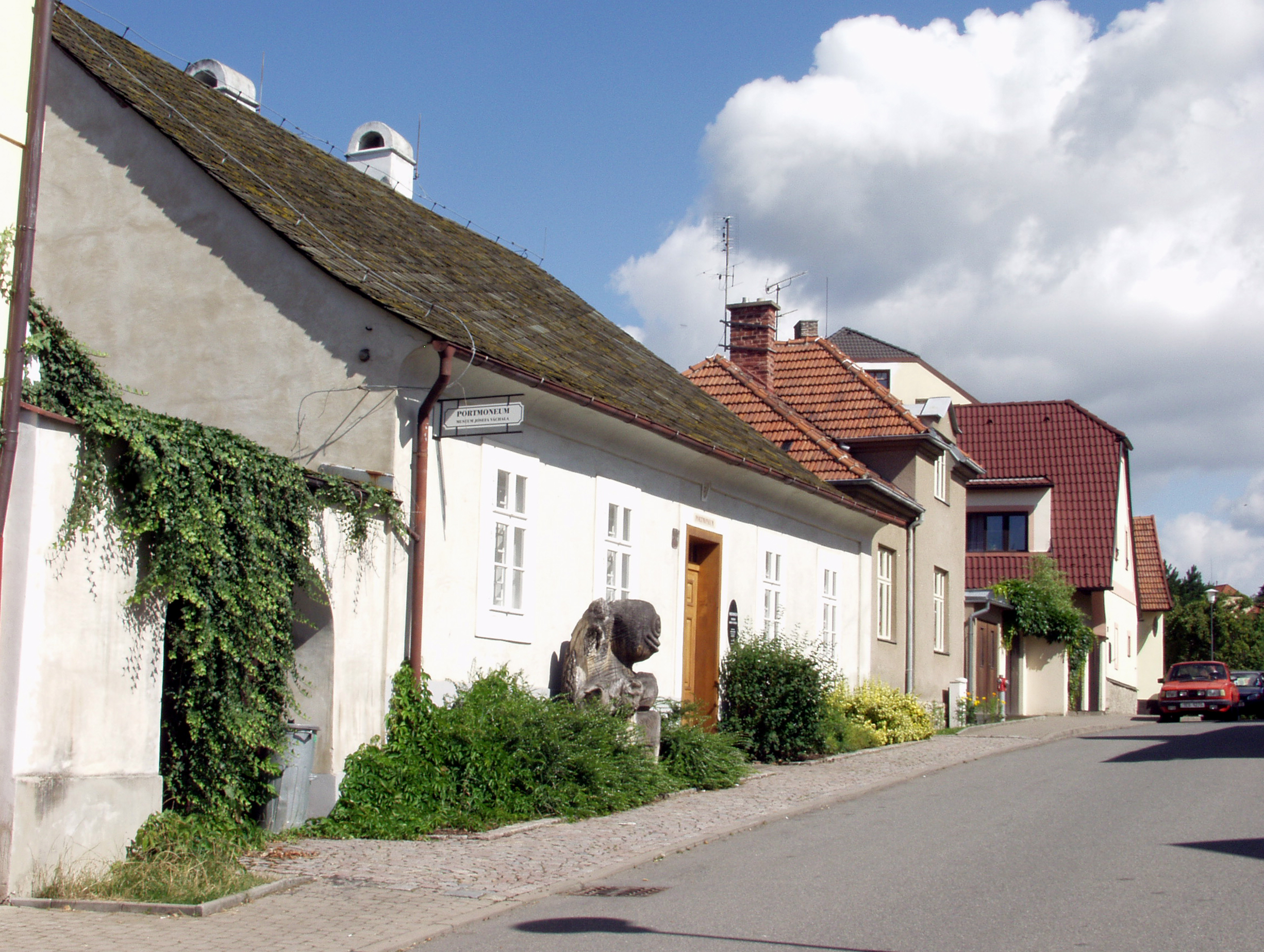
Litomyšl – Portmoneum – muzeum Josefa Váchala
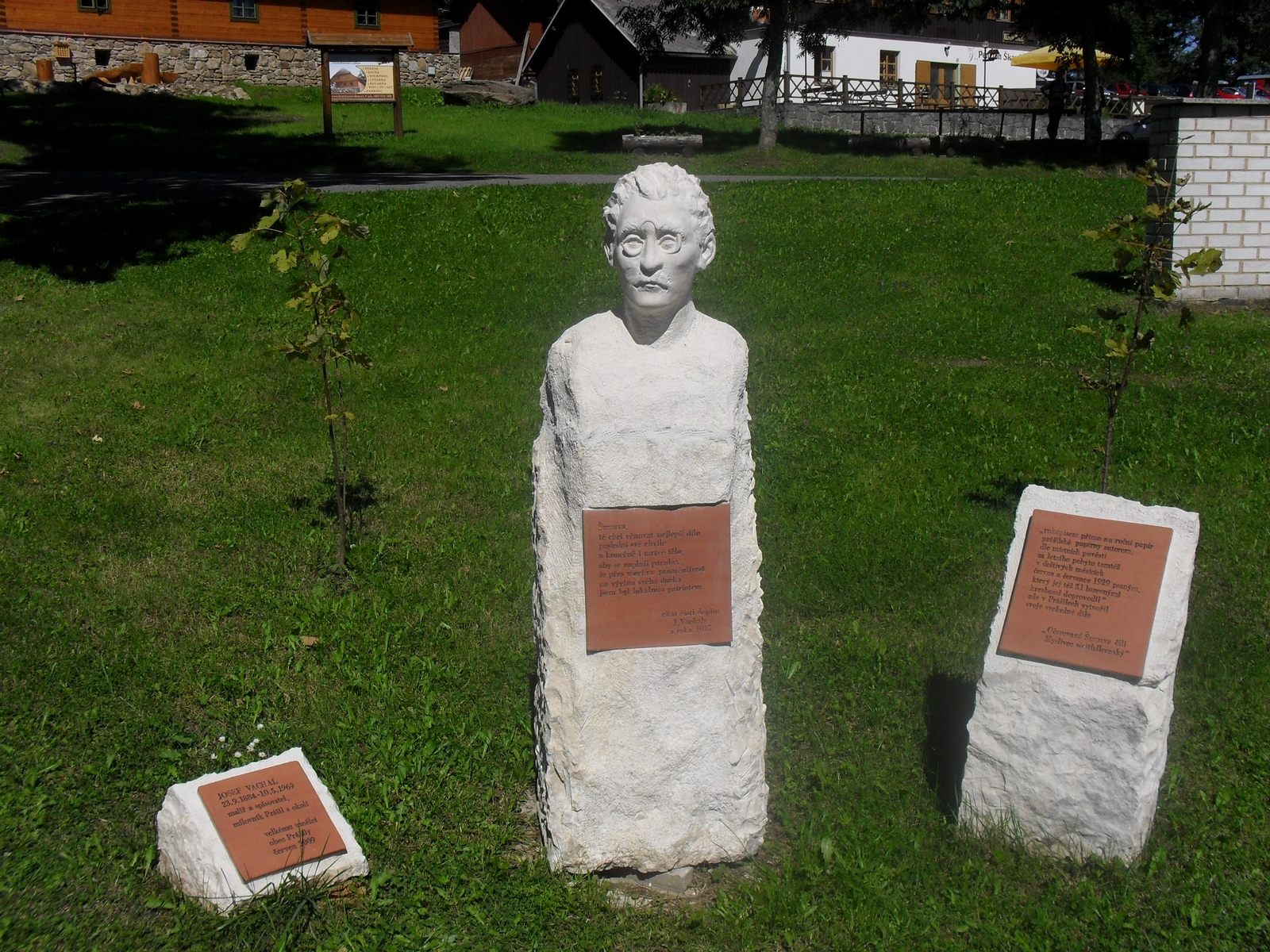
Busta Josefa Váchala v Šumavské vesnici Prášily
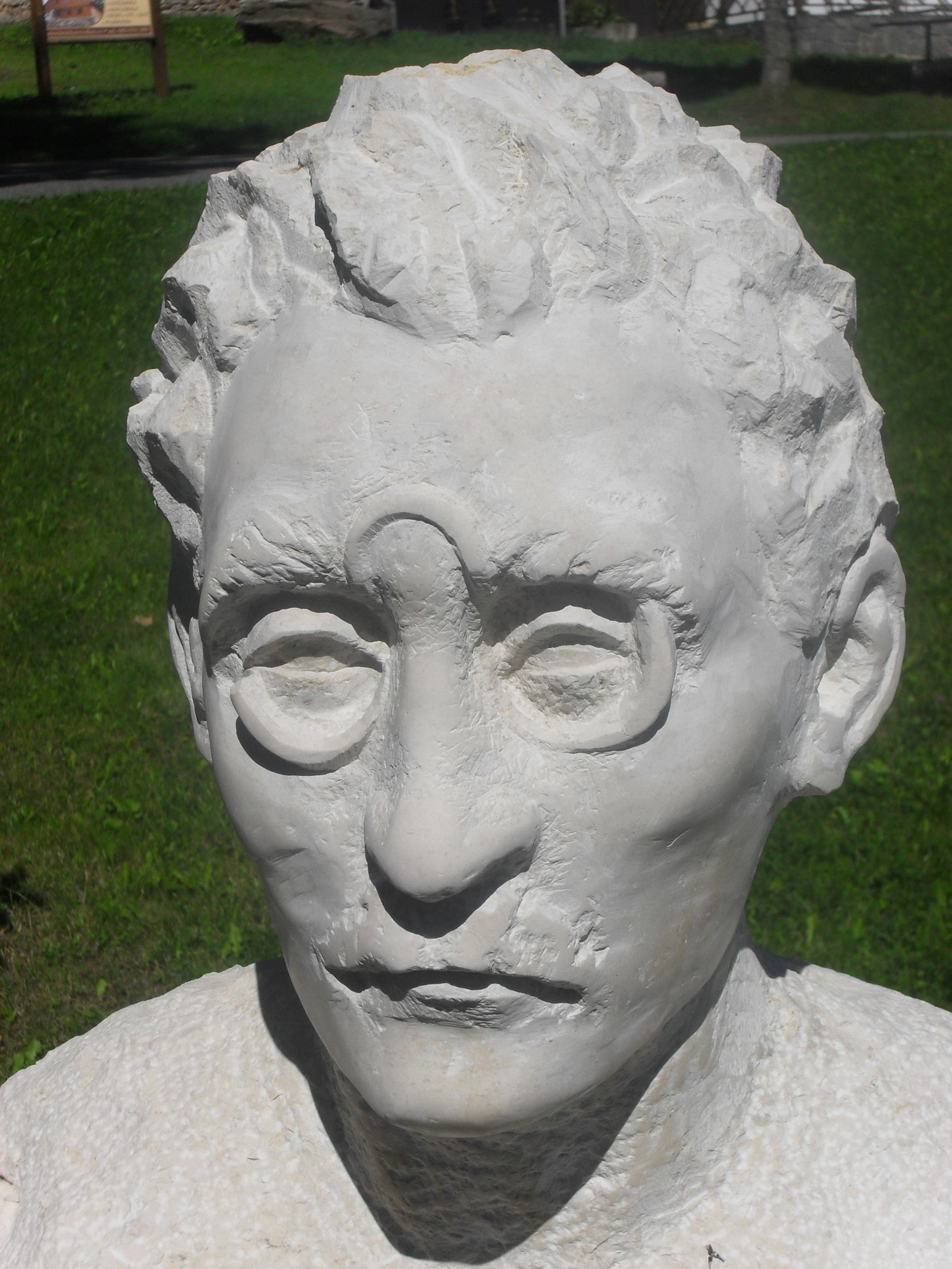
Detail
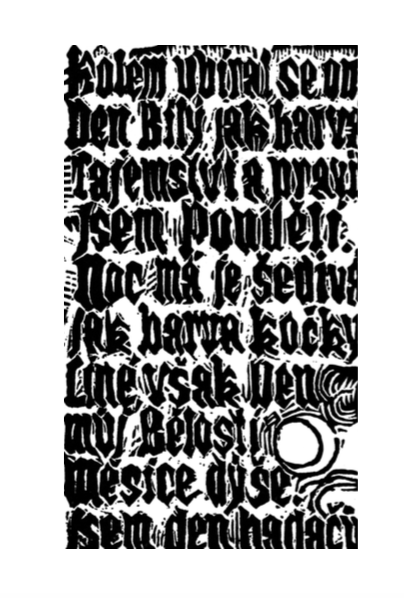
Vidění sedmera dnů a planet (1910)